# Yangshan Deepwater Port
Yangshan Deepwater Port eller (Shanghai Deepwater Port) er en dybvandshavn. der ligger på en ø uden for Shanghai i Kina. Havnen består af en kæmpestor kajplads og flere containerterminaler. Den er forbundet med Shanghai via Donghaibroen. Havnen modtager mange af de varer, der skal til Shanghai og videre til det vestlige Kina.
30°35′00″N 122°04′00″Ø / 30.5833°N 122.0667°Ø
Containerhavnen udgør den største del af Port of Shanghai, som også består af en havneterminaler ved Huangpu-floden og ved Yangtze.